# Baschkire
Der Baschkire (auch Curly Bashkir, Bashkirskaya, Baschkirsky, baschkirisch Башҡорт аты Baschqort aty, russisch Башкирская лошадь Baschkirskaja loschad’) ist ein widerstandsfähiges Pony, dessen Ursprung in der russischen Steppe südlich des Urals liegt.
Hintergrundinformationen zur Pferdebewertung und -zucht finden sich unter: Exterieur, Interieur und Pferdezucht.

## Exterieur

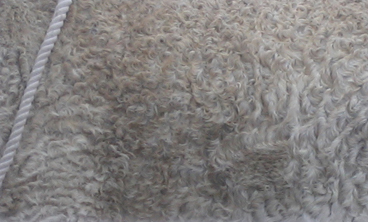
Winterfell eines Bashkirskaya – die charakteristischen Locken sind gut erkennbar

### Allgemein
Der Baschkire ist ein mittelgroßes, derbes Kleinpferd von robustem, untersetztem Körperbau und breitem Rumpf.

### Körperbau
Der Baschkire besitzt einen schweren und groben Kopf mit geradem oder konvexem Profil, kleinen Ohren und freundlichem Ausdruck. Der dicke, fleischige Hals geringer Länge entspringt in einer muskulösen, schweren, leicht steil gelagerten Schulter, welche durch selektive Zuchtmaßnahmen verbessert werden soll. Der breite Widerrist ist nur schwach ausgeprägt und die Brust tief und breit. An diesen schließt sich der flache, gerade Rücken mit starker Rippenwölbung (ein Zeichen für gute Futterverwertung) an, welcher neben einer ausgeprägten Breite und Tiefe zwar eine gewisse Länge besitzt, aber dennoch kräftig ist. An der breiten, leicht abschüssigen Kruppe ist der dichte, lange Schweif tief angesetzt. Das kurze, stabile Fundament mit viel Knochenstärke weist kurze Fesseln, einen leichten Kötenbehang und gesunde, harte Hufe durchschnittlicher Größe, welche normalerweise keinen Beschlag benötigen, auf. Das Langhaar ist dick und grob.
Für den Winter bekommt das auf minimales Futter und große Kälte abgestimmte Pony eine dicke Fettschicht unter der Haut. Das Fell kann gelockt sein.

### Stockmaß
Die Widerristhöhe beträgt 135 bis 150 cm, wobei der Bergtyp meist etwas kleiner ist als der Steppentyp, welcher früher meist ein höheres Stockmaß über 1,50 Metern besaß.

### Farbgebung
Der Baschkire kommt vorwiegend als Falbe - zumeist mit Aalstrich und Zebrierung an Unterarmen und -schenkeln - sowie als Fuchs oder Brauner vor. Stichelhaarige Pferde sind ebenfalls anzutreffen.

### Verschiedene Typen
Diese Pferderasse tritt in folgenden zwei verschiedenen Typen auf:
- Bergtyp: Der Bergtyp ist etwas kleiner, aber massiver und entspricht etwa dem Cob-Typ. Er wird oftmals als Zug- und Packpferd verwendet, seltener als Reittier.

- Steppentyp: Der hochbeinigere, leichter gebaute Steppentyp ist langgestreckter konstruiert und wird deshalb vorwiegend zum Reiten eingesetzt.[1]

## Bewegungslauf
Der Baschkire besitzt sehr trittsichere Gangarten, beim Steppentyp ist das gute Trabvermögen, welchen ihn besonders als Mittelpferd bei der Troika-Anspannung geeignet macht, hervorzuheben. Rassevertreter zeigen häufig Anlagen zu Tölt und Pass sowie den sogenannten „Foxtrott“, eine Gangart, die die Baschkiren in schwierigem Gelände vorziehen.

## Interieur
Baschkiren sind gutmütige, ruhige und arbeitswillige Tiere, die selbst bei geschlossener Schneedecke ihr Futter selbst finden. Ihre Ruhe und Menschenbezogenheit machen sie für Reitanfänger sehr geeignet.

## Verwendung

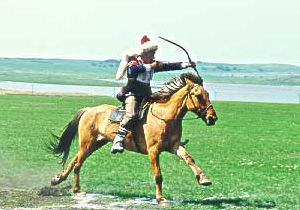
Baschkirischer Reiter

Ursprünglich wurde der Baschkire ebenso zur Milch- und Fleischgewinnung, wie auch als Last-, Zug- und Reittier gezüchtet. Als Arbeitstier ist vor allem das Ziehen von Lasten über lange Strecken die Stärke der Baschkiren, ein Gespann soll ohne Zufüttern einen Schlitten in 24 Stunden 120 bis 140 km weit ziehen können.

### Milchproduktion
Seit die Tiere aufgrund der Motorisierung als Arbeitstiere nicht mehr benötigt werden, wird der Baschkire in Russland in hohem Maße auf Milchleistung gezüchtet. Die Stutenmilch wird von den Einheimischen zu Kumys vergoren, dem besondere Heilkräfte zugesprochen werden. Durch starke Selektion ist es gelungen, die Milchleistung auf bis zu 2.700 Liter in einer 8- bis 9-monatigen Laktationsperiode zu steigern. Bemerkenswert ist dies vor allem, da der Stuteneuter gerade einmal zwei Liter Milch fasst und die Tiere daher – auch nachts – alle zwei Stunden gemolken werden müssen. Um diese Ausbeute zu erzielen, werden die Fohlen tagsüber vollständig – früher 18 Stunden, was allerdings sehr negative Folgen für Wachstum und Entwicklung der Fohlen mit sich trug – von den Stuten getrennt und, um Nachteilen in der Entwicklung vorzubeugen, mit entrahmter Kuhmilch, Kraftfutter, Gras und Heu versorgt.

## Zucht

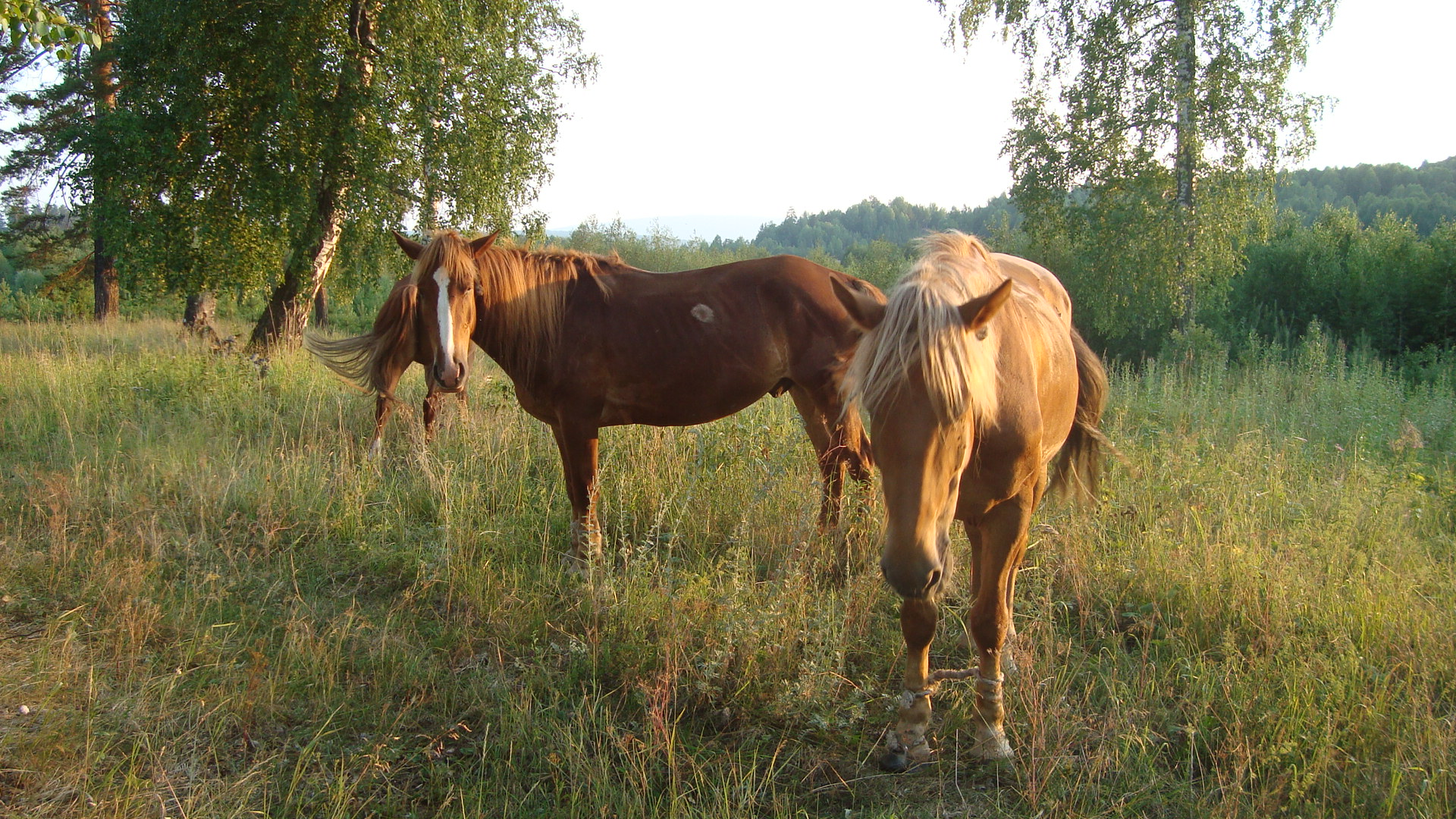
Baschkiren im südlichen Ural

### Geschichte
Der Baschkir ist das Pferd der Baschkiren.
Um das Jahr 1845 begann man von Regierungsseite aus, die Baschkirenzucht zu unterstützen, unter anderem mit Maßnahmen zur Verbesserung seiner Eigenschaften im Hinblick auf landwirtschaftlichen Nutzen sowie dem Transport von Personen und Gütern. Zudem wurden die Bashkirskaya häufiger zur Produktion von Milch, Leder und Wolle eingesetzt. Es wurden Heeresgestüte errichtet, wo Veredlerhengste stationiert wurden. Aufgrund der Verarmung der russischen Bevölkerung und da sich Pferdekäufer zunehmend für moderne Kulturrassen interessierten, ging die gesamte russische Landeszucht und somit auch die des Baschkiren nieder. Auch nach dem Ersten Weltkrieg setzte sich dieser Trend fort. Nach der Revolution und der „Allgemeinen zootechnischen Konferenz“ wurde die russische Pferdezucht neu geordnet und neue Gestüte errichtet. Um Reit- und Fahrpferdeeigenschaften zu verbessern, wurden dem Bergtyp Orlow-Traber und Ardenner zu Erhöhung des Kalibers zugeführt und in den Steppentyp Don-Pferde und Budjonnys eingekreuzt (siehe auch Kreuzungsversuche).

### Zuchtgebiet
Er kommt in den Steppen nördlich des Schwarzen- und des Kaspischen Meeres und westlich der Wolga vor. Seit 1845 werden sie auch in Gestüten gezüchtet. In heutiger Zeit züchtet man sie in einem Gestüt in der Hauptstadt Ufa der Republik Baschkortostan.

### Kreuzungsversuche
Zwecks der Verbesserung von Reit- beziehungsweise Fahrpferdeeigenschaften gab es Kreuzungen mit Don-Pferden, Orlow-Trabern und Englischen Vollblütern. Die Donpferde-Baschkir-Kreuzungen lieferten die besten Resultate. Sie waren ideal für die Herdenaufzuchtbedingungen geeignet und größer als Baschkiren, allerdings erreichten sie nur unter zusätzlicher Zufütterung von Kraftfutter ihre volle Widerristhöhe. Die Orlow-Traber-Baschkire-Mischungen blieben kleiner, zeigten aber große Ausdauer im Gespann und exzellente Trabanlagen. Die Kreuzungen Baschkire mal Englisches Vollblut wurden eingestellt, denn sie waren aufgrund eines enormen Bedarfs an Zufütterung und ungenügender Anpassungen an die Klimabedingungen ein kompletter Fehlschlag.

### Bestand
Die Population der Bashkirskaya beträgt circa 94.500 Exemplare (Stand 2003).

### Weitere gelockte Pferderassen
Auch in den USA gibt es gelockte Pferde: die American Bashkir Curly Horses. Sie bilden eine eigenständige Rasse.
Tierhaarallergiker reagieren auf das lockige Fell wesentlich weniger stark als auf normale Pferdehaare, was die Tiere oftmals sehr begehrt macht. Dieser Umstand wurde durch eine Untersuchung des Uniklinikums Aachen medizinisch belegt.